# Berit Ternell

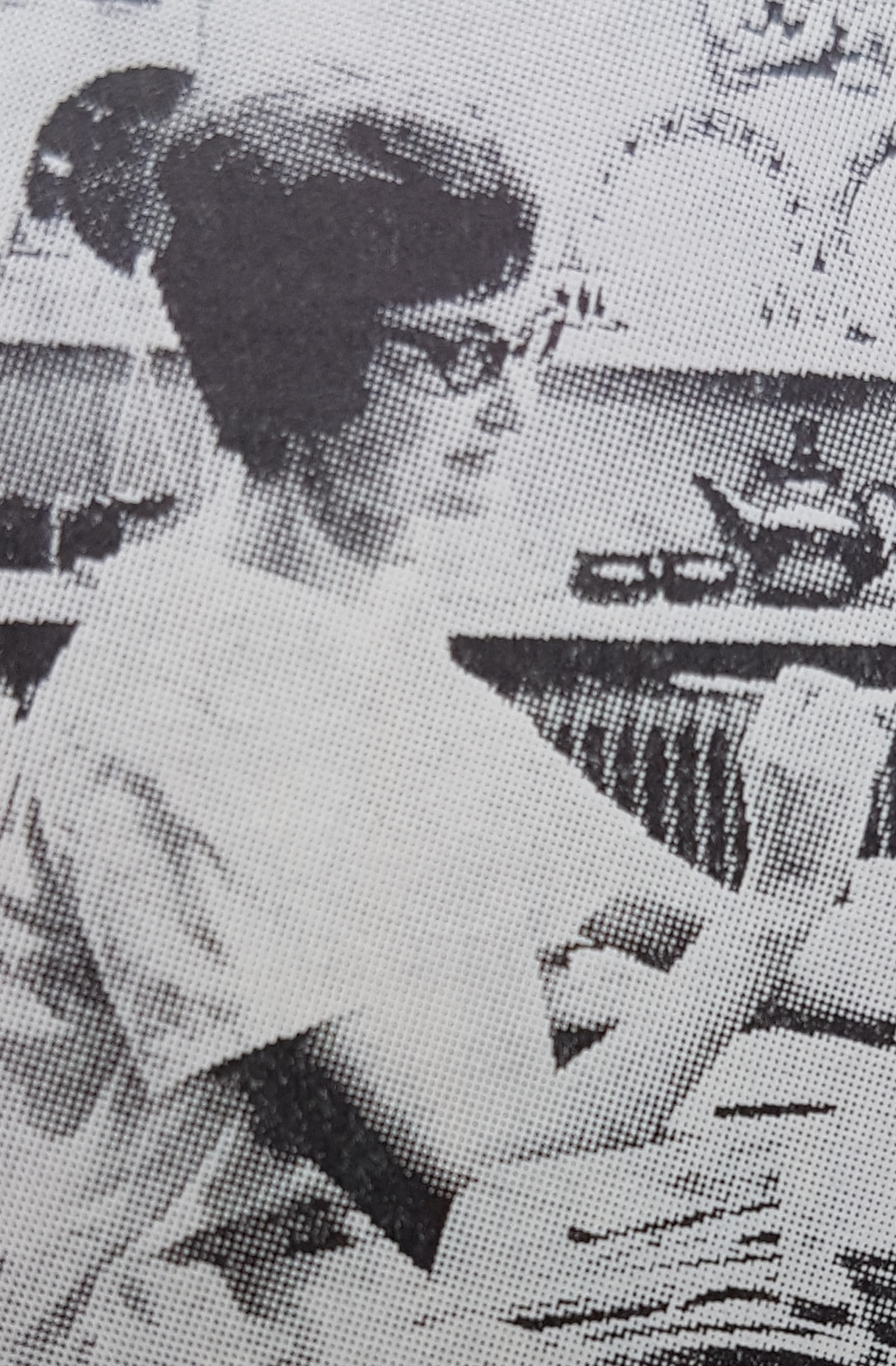

Berit Ternell, (Berit Torborg Irene Ternell), född 26 maj 1929 i Vasa församling, Göteborg, är en svensk keramiker, textilkonstnär, grafiker och målare.

## Biografi
Berit Ternell är dotter till direktören Julius Ternell och Alice Margareta Larsson. Ternell började redan som 15-åring som lärling inom keramikformgivning vid Stenebyskolan i Dalsland. Fortsatt utbildning fick hon vid Slöjdföreningens skola i Göteborg, textilskolan 1945–1948 och keramikskolan 1948–1950. Därefter genomförde hon ett antal studieresor till bland annat Frankrike, Spanien, England samt Italien och hon deltog i en akvarellkurs som anordnades av Gerlesborgsskolan i Salerne, Frankrike 1961.
Berit Ternell var praktikant på Upsala-Ekeby AB där hon utförde en del av Anna-Lisa Thomsons ateljéproduktion. Hon anställdes 1951 vid Bofajans och var under några år på 1950-talet verksam som formgivare av glas för Reijmyre glasbruk och formgav textilmönster. Hon gjorde ett kort mellanspel på Rörstrands porslinsfabrik och TG Greens Poteries i England innan hon under en längre period mellan åren 1957 och 1971 var verksam vid Gefle Porslinsfabrik som enda fast anställda formgivare. Under 1960-talet ansågs hon vara den främsta formgivaren vid Gefle Porslinsfabrik tillsammans med Arthur Percy. Efter arbetet vid Gefle Porslinsfabrik arbetade Berit på Konstindustriskolan (HDK) i Göteborg. Under 1960-talet mottog Berit ett antal stipendier och priser för sin formgivning.
Separat ställde hon ut 1952 i Atrium Exposé i Göteborg med en kollektion från Bofajans och 1956 ställde hon ut med övriga konstnärer vid Upsala-Ekeby på Gävle museum. Hon var representerad i utställningarna Form i centrum 1958 och Form fantasi 1964 i Stockholm Hon ställde ut med grafik tillsammans med Gävlegrafikerna i Gävle, Sandviken och Hudiksvall. Ternell är representerad med akvareller vid Gästriklands folkhögskola.

## Produktion
Berit Ternells produktion består av servisgods, prydnads- och eldfast gods. Kosmos är en eldfast serie som gjordes för Gefle Porslinsfabrik och som gav henne första pris i Holland 1967. Andra serviser som hon formgav var Scala, Pors och Bollar. Hennes bildkonst består huvudsakligen av blomsterstilleben målade i akvarell, akvatint eller i form av linjeetsningar.